# Énergie renouvelable au Bhoutan
L'énergie renouvelable au Bhoutan est l'utilisation d'énergie renouvelable pour la production d'électricité au Bhoutan. La principale source d'énergie renouvelable dans le pays est l'énergie hydroélectrique.
Alors que le Bhoutan a connu de grands succès dans le développement de ses grands projets hydroélectriques grâce à l'assistance technique et financière de l'Inde, les autres formes d'énergies renouvelables y sont moins développées. Toutefois, grâce à ses objectifs de développement durable, le Bhoutan a établi un objectif minimum de 20 GW de production d'énergies renouvelables nouvelles d'ici 2025, grâce à un mix d'énergies renouvelables. Le Département des énergies renouvelables du Bhoutan a aidé à formuler et à lancer une politique d'énergies renouvelables sur les sujets des énergies solaire, éolienne, de la biomasse, de la géothermie, des pico/micro/mini/petites centrales hydroélectriques (jusqu'à 25 MW) en plus de technologies de valorisation énergétique des déchets.

## Histoire
L'engagement du Bhoutan dans le domaine des énergies renouvelables commence en 1980. Six ans plus tard, la première centrale hydroélectrique ouvre ses portes à Chukha, suivie d'une centrale à Kurichhu en 2001. Peu de temps après, deux autres projets sont lancés à Basochhu en 2005 et à Tala en 2009. Lors de la COP 15 en 2009, le Bhoutan fait sa première promesse de viser l'atteinte d'une neutralité carbone. L'objectif est réaffirmé lors de la COP 21 en 2015.

## Énergie hydroélectrique
La principale source d'énergie renouvelable dans le pays est l'énergie hydraulique.
Le Bhoutan dispose d'un important potentiel hydroélectrique, estimé à environ 30 000 MW, dont 23 760 MW ont été identifiés comme économiquement réalisables. En 2016, la capacité hydroélectrique installée du Bhoutan était de 1 615 MW et en 2024 de 3 472 MW.
L'hydroélectricité connectée au réseau est la principale source d'énergie du Bhoutan. Dans les zones rurales montagneuses où l'extension du réseau n'est pas possible, l'énergie renouvelable hors réseau est utilisée pour améliorer l'accès à l'électricité. Environ 4 000 ménages résident dans ces zones rurales reculées.
Le premier pas du Bhoutan vers les énergies renouvelables est réalisé grâce à l'énergie hydroélectrique. Après les premières centrales hydroélectriques à Chukha en 1986, puis à Kurichhu (2001), Basochhu (2005) et Tala (2009), le projet hydroélectrique de Mangdechhu, une centrale au fil de l'eau de 720 MW, est inauguré en 2019,,.
En 2015, environ 70 % de l'énergie hydroélectrique produite par le Bhoutan est exportée vers l'Inde, ce qui permet d'économiser 4,4 millions de tonnes de CO2 par an. Malgré les efforts déployés pour diversifier les types d'énergie renouvelable utilisés au Bhoutan, l'énergie hydroélectrique reste la principale source d'énergie propre du pays.
L'Association internationale de l'hydroélectricité (IHA) estime la production hydroélectrique du Bhoutan à 11 TWh en 2024, soit 0,24 % de la production mondiale, loin derrière la Chine (30,4 %), le Brésil (9,1 %), le Canada (7,7 %), les États-Unis (5,3 %), la Russie (4,6 %) et l'Inde (4,3 %). La puissance installée des centrales hydroélectriques du Bhoutan atteint 3 472 MW, soit 0,24 % du total mondial, loin derrière la Chine (435 950 MW) ou l'Inde (52 069 MW). Le Bhoutan s'est classé au 4e rang mondial en 2024 pour la puissance des nouvelles centrales mises en service dans l'année : 1 138 MW, en particulier grâce à la mise en service en juillet 2024 des deux premières turbines du projet Punatsangchhu II (1 020 MW). L'autorité de réglementation de l'électricité du Bhoutan a publié en 2024 son Plan stratégique et a accordé sa licence au projet de Nikachhu (118 MW). La Banque européenne d'investissement va accorder 150 millions € de prêts pour 310 MW de projets hydroélectriques et solaires.

## Autres formes d'énergie renouvelable

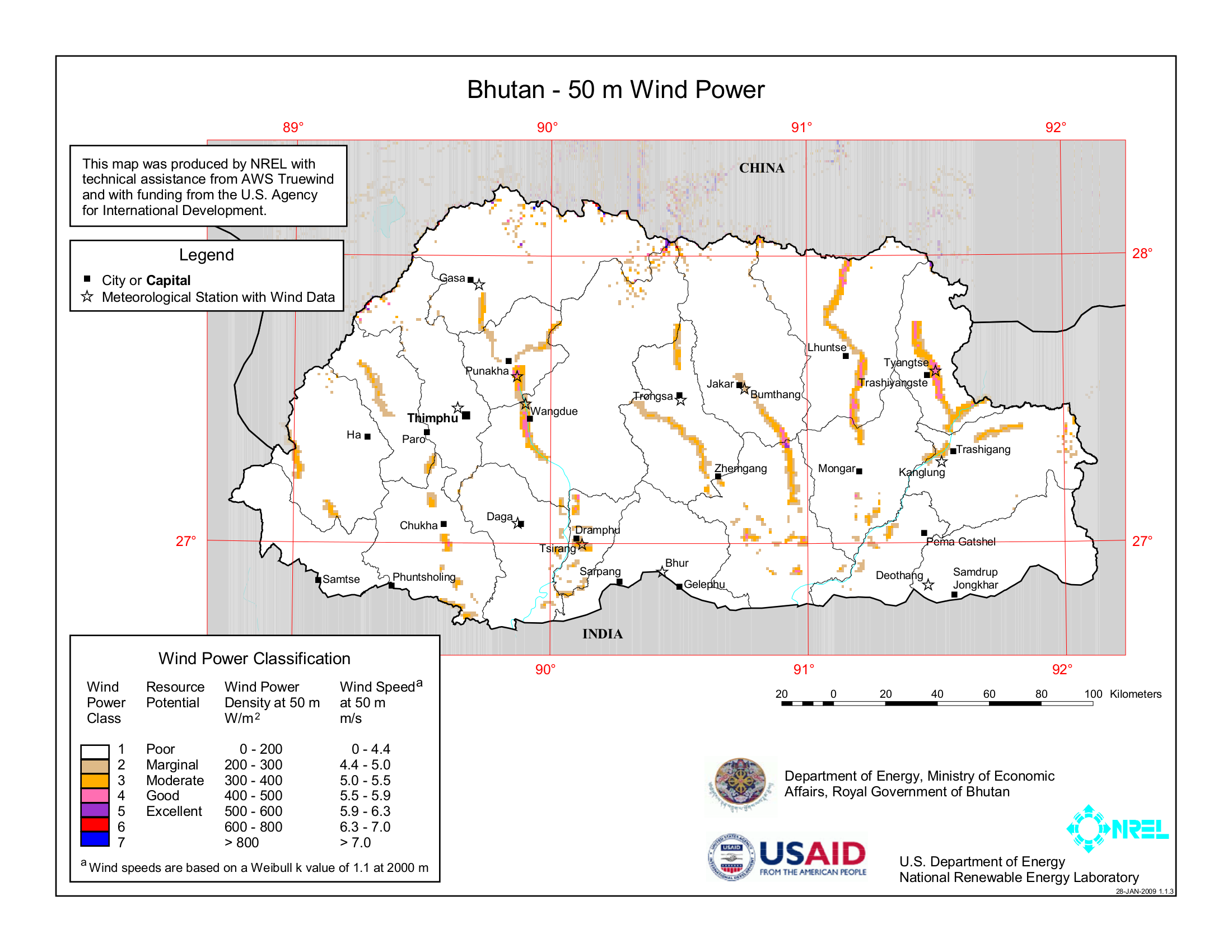
Cartographie du potentiel éolien du Bhoutan (2015)

Alors que le Bhoutan a connu de grands succès dans le développement de ses grands projets hydroélectriques grâce à l'assistance technique et financière de l'Inde, les autres formes d'énergies renouvelables y sont moins développées.
Après la Conférence de Paris de 2015 sur les changements climatiques, le Bhoutan s'oriente vers d'autres formes d'énergie renouvelable afin de réduire sa dépendance à l'énergie hydroélectrique pendant l'hiver et les mois secs. Le Bhoutan se concentre plus particulièrement sur les domaines suivants : éoliennes, usines de biogaz, énergie solaire et petites centrales hydroélectriques.

### L'énergie éolienne
Le plan initial vise à installer 24 éoliennes, mais l'installation est interrompue après la mise en service des deux premières éoliennes, après une mobilisation citoyenne qui s’inquiétait des nuisances sonores qui pourraient être générées.
Les deux éoliennes fonctionnelles, à Rubesa et Wangdue Phodrang, sont mises en service en janvier 2016. Elles ont une puissance combinée de 600 kilowatts (kW), suffisante pour alimenter 100 foyers.
En 2017, le Département des énergies renouvelables du Bhoutan identifier des zones proches de Nyizergang Lhakhang et du gewog de Gase Tshogom comme sites potentiels pour le développement de projets d'énergie éolienne.

### Énergie solaire

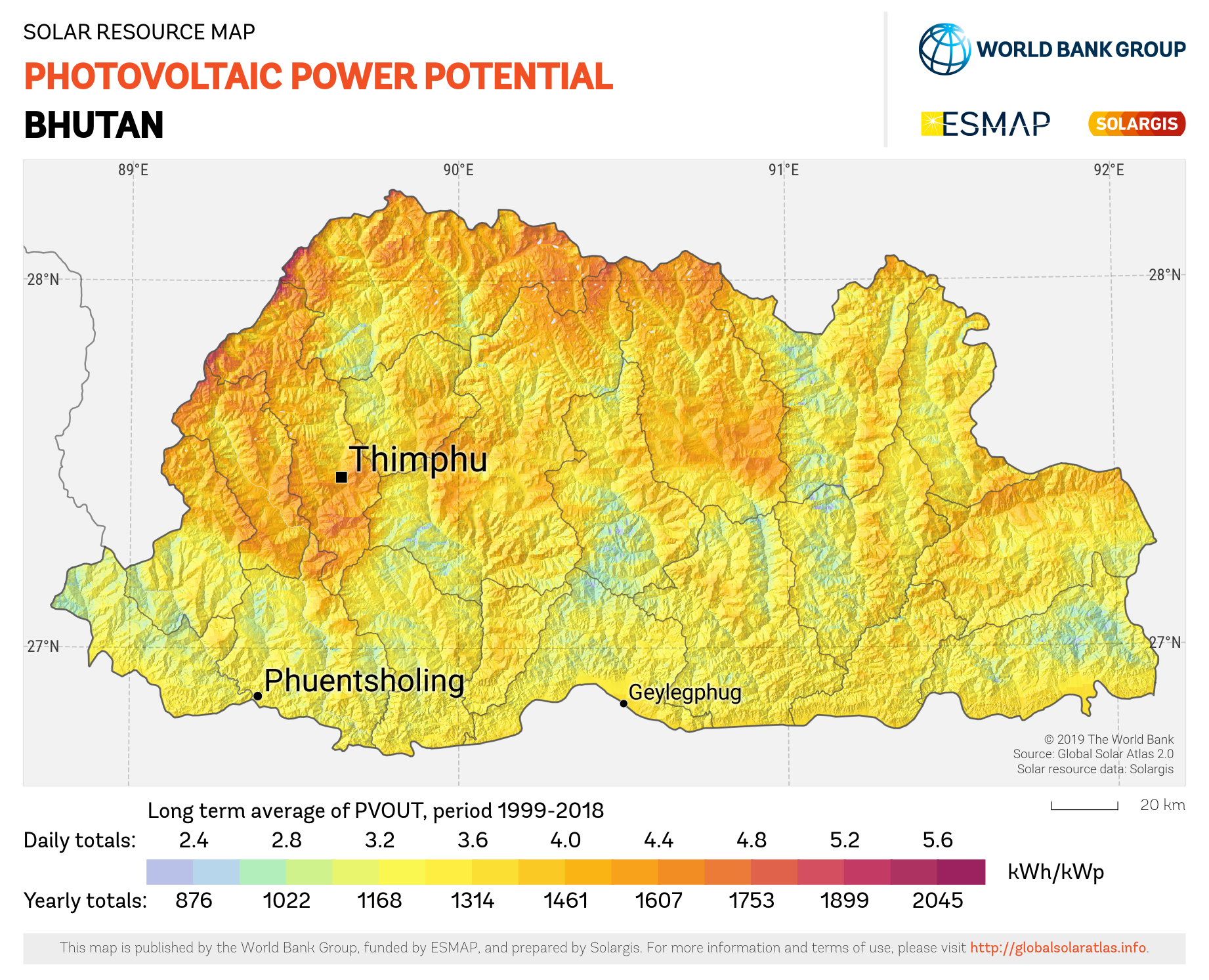
Carte du potentiel photovoltaïque du Bhoutan, GlobalSolarAtlas, World-Bank-Esmap-Solargis.

Depuis 2015, le Bhoutan prévoit d'installer une centrale solaire de 30 MWc à Shingkhar dans le district de Bumthang ; cette usine est la première du genre dans le pays.
En 2022, le Bhoutan lance un projet de développement de l'énergie solaire avec l'objectif de produire 300 MWc d'ici 2024, alors qu'en 2019 la part de l'énergie solaire représentait seulement 0,02 % de l’approvisionnement énergétique total. En 2021, le pays avait besoin d’environ 450 MW d’électricité, mais le niveau d’eau dans les réservoirs était si bas qu’il n’a été possible d'en produire qu’environ 400 MW pendant l'hiver. La Banque asiatique de développement (BAD) finance déjà la construction d’un premier projet d’énergie solaire qui produira 17,38 MWc dans la région de Wangduephodrang, à l’est de Thimphu. Le gouvernement a identifié sept endroits appropriés pour des centrales photovoltaïques.
En octobre 2024, le Bhoutan signe avec le groupe indien Reliance d'un accord pour la construction sur son sol d'infrastructures de production d'énergies renouvelables d'une capacité totale de 1 270 MW, dont 500 MWc d'énergie solaire.

### Biogaz
Environ 13 500 réchauds et 2 800 installations de biogaz ont également été installés dans tout le pays.

## Neutralité carbone

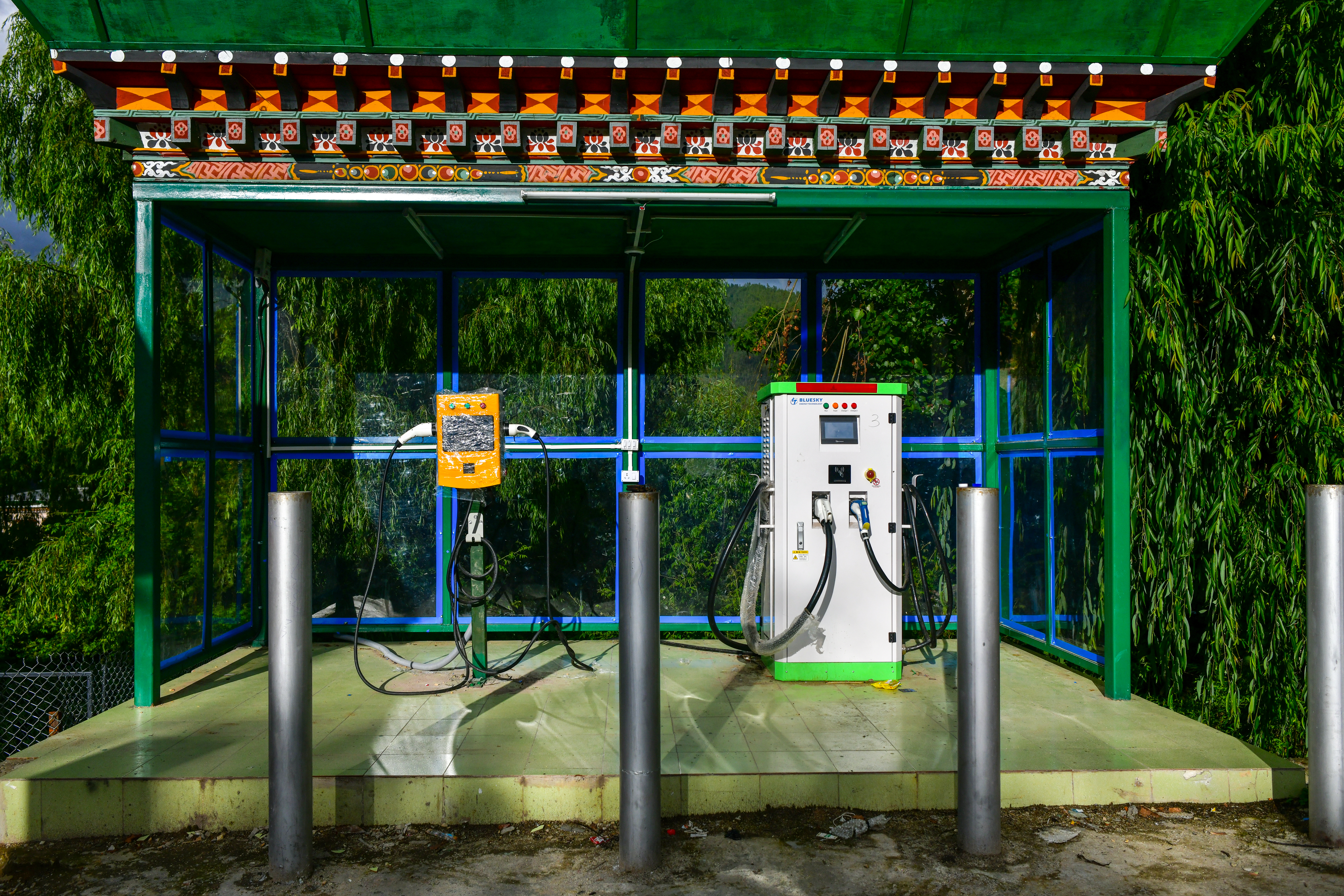
Station de recharge pour voiture électrique à Mothitang, Bhoutan, 2021.

Afin de diffuser davantage l'utilisation des énergies renouvelables et de réduire les émissions de carbone du pays, le Bhoutan fournit également de l'électricité gratuite aux agriculteurs ruraux ; cela réduit la quantité de feux/gaz qu'ils utilisent pour faire leur travail agricole. Le gouvernement subventionne également les ampoules LED et les véhicules électriques.
Actuellement, les exportations d'énergie propre du Bhoutan compensent environ 6 millions de tonnes de dioxyde de carbone.
Lors d'une conférence en 2016, le Premier ministre bhoutanais Tshering Tobgay explique que le Bhoutan est le seul pays à pouvoir revendiquer le titre de « négatif carbone ». Cela signifie que bien que le pays produise environ 2,2 millions de tonnes de CO2, les forêts compensent plus de 4 millions de tonnes de CO2. Ils sont capables de le faire parce que plus de 72% de leur pays est couvert de forêts.

## Objectifs et engagements
Lors de la Conférence de Copenhague de 2009 sur les changements climatiques, le Bhoutan fait sa première promesse de rester neutre en carbone ; la promesse est répétée lors de la Conférence de Paris de 2015 sur les changements climatiques. En 2016, l'énergie propre exportée par le Bhoutan compense environ 6 millions de tonnes de CO2 ; leur objectif est d'exporter suffisamment d'énergie propre pour compenser 17 millions de tonnes de dioxyde de carbone à terme. Dans sa conférence de 2016, le Premier ministre Tshering Tobgay déclare que si le Bhoutan était capable d'exploiter ne serait-ce que la moitié de l'énergie hydroélectrique potentielle, il serait en mesure de compenser environ 50 millions de tonnes de dioxyde de carbone, soit plus que le dioxyde de carbone produit par la ville de New York en un an.